# Parathyma parakasa
Parathyma parakasa är en fjärilsart som beskrevs av Semper 1889. Parathyma parakasa ingår i släktet Parathyma och familjen praktfjärilar. Inga underarter finns listade i Catalogue of Life.